# Сеферов, Павел Яковлевич
Павел Яковлевич Сеферов (Богос Акопович Сеферьянц) арм. Բոգոս Ակոպովիչ Սեֆերիանց; (1(13) августа 1873 г.р., Евпатория, Таврическая губерния, Российская империя — 1914, Евпатория, Таврическая губерния, Российская империя) — классный художник архитектуры, евпаторийский зодчий, гласный Евпаторийской городской думы.

## Биография

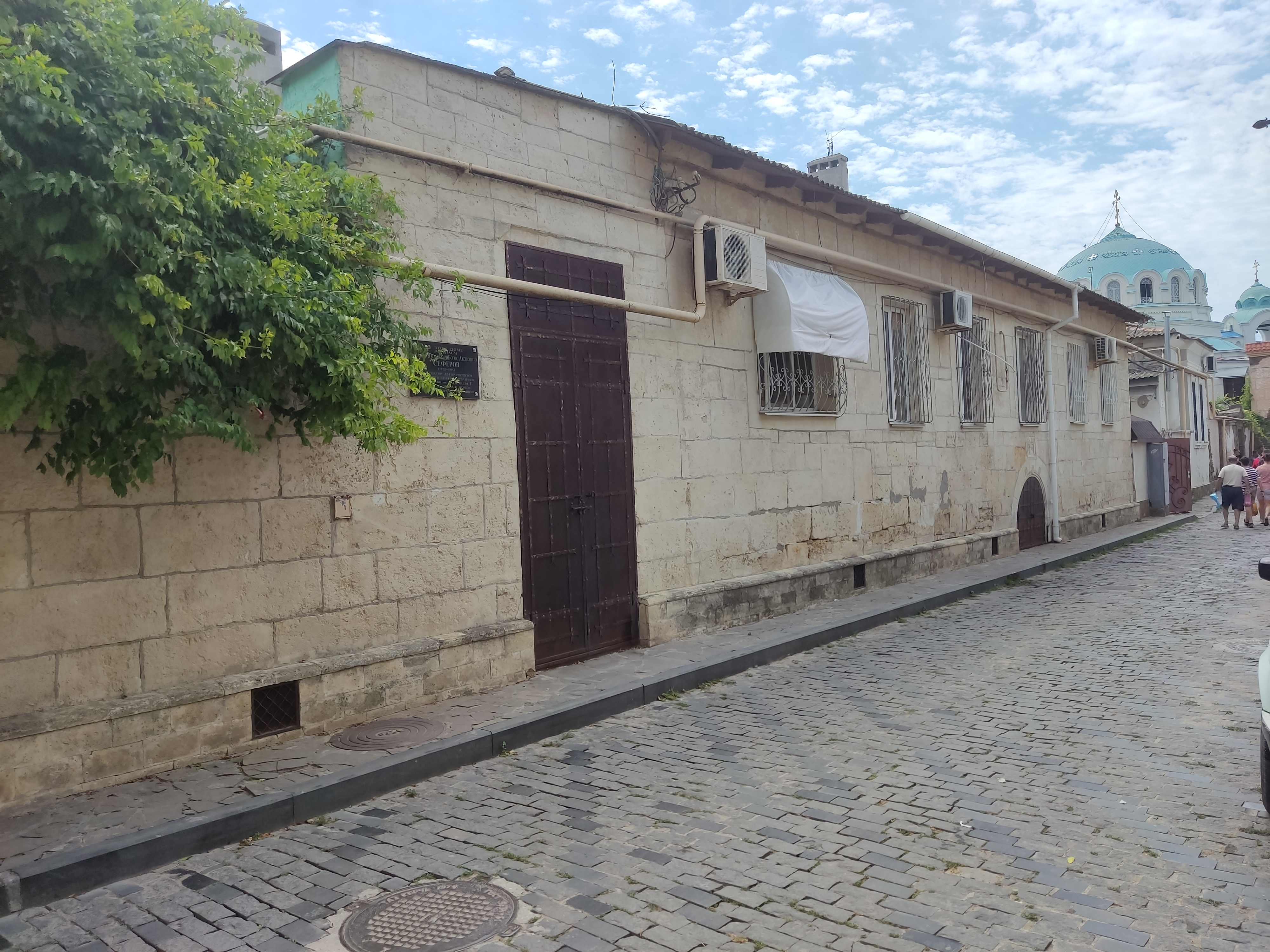
Дом, где родился Павел Сеферов

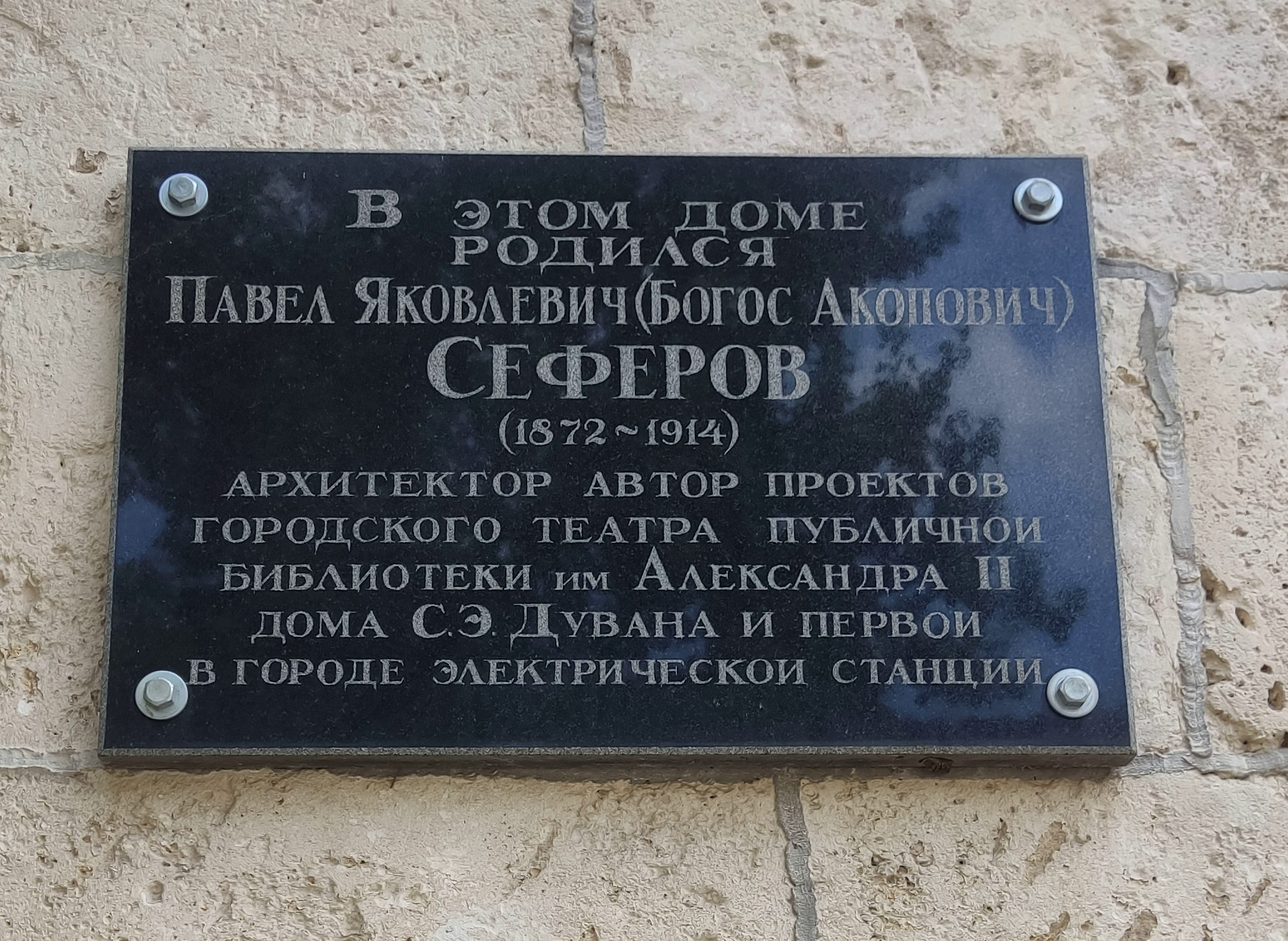
Мемориальная доска

Павел Яковлевич Сеферов (Богос Акопович Сеферьянц) родился 1(13) августа 1873 года в Евпатории в семье купца 2-й гильдии Якова (Акопа) Сеферова. В период с 1883-го по 1889 год обучался в Москве в гимназических классах Лазаревского института восточных языков. В 1889 году поступил на архитектурное отделение Московского художественного училища живописи, ваяния и зодчества. По окончании курса в 1894/1895 учебном году получил Малую серебряную медаль, свидетельство об окончании училища № 1132 от 20.VI.1897 и диплом № 324 от 31.VIII.1907 «…Неклассного Художника архитектуры с предоставлением ему по сему званию права потомственного почётного гражданина и с правом производить постройки». В период с сентября 1897-го по март 1899 года обучался в Санкт-Петербурге в Высшем художественном училище Российской Академии художеств, где занимался в мастерской знаменитого профессора архитектуры Леонтия Николаевича Бенуа. Сеферов участвовал во всероссийской студенческой забастовке, начавшейся 8.II.1899 в столице и прокатившейся по всей России. В числе 11 лучших студентов, жаждавших справедливости и требовавших оградить университеты и другие высшие учебные заведения от полицейского насилия, демонстративно подал прошение об увольнении из числа учащихся ВХУ Императорской Академии художеств. Он сделал это в знак протеста против произвола властей, особенно ярко проявившегося в ходе беспощадного подавления студенческих волнений в столице. С апреля 1899 года вернулся в Москву, где продолжил обучение в Училище живописи, ваяния и зодчества Московского художественного общества Министерства Императорского Двора. 8.V.1900 получил свидетельство № 1514 о том, что удостоен Большой серебряной медали, вследствие чего удостоен звания Классного Художника архитектуры,  а 6.VI.1900 получил диплом № 1674 классного художника архитектуры — документ, дающий право на чин XIV класса.
По проекту архитектора Павла Сеферова в Евпатории построены несколько зданий в новогреческом стиле, дом С. Э. Дувана (1908) в стиле модерн; совместно с городским архитектором Евпатории гражданским инженером А.Л. Генрихом — Театр имени А. С. Пушкина (1910); Библиотека имени А. С. Пушкина (1912); гостиницы «Дюльбер» и «Бейлер», дом попечительницы Крымского Конного Её Величества Императрицы Александры Фёдоровны полка
Сайде ханым Муфтий-заде (дочери князя Мемет-бея Балатукова) на Старой набережной (ныне ул. Революции); дом купца Е.К. Нахшунова на ул. Дувановской; несколько фешенебельных дач на Новой набережной (ныне наб. им. Горького) — "Ривьера" И.Б. Шишмана, "Кармен" С.Э. Дувана, дача доктора Б.И. Казаса. 
По инициативе и на средства бывшего городского головы Евпатории, председателя Евпаторийской земской управы С. Э. Дувана (25 тыс. руб.) была построена Публичная городская библиотека, кроме того он выделил для библиотеки около 500 книг из собственного собрания. П. Я. Сеферов проектировал библиотеку бесплатно, как безвозмездно осуществлял и надзор за её строительством, а также вместе с братом подарил 100 томов книг русских классиков.
Сеферов избирался гласным Евпаторийской городской думы, входил в состав строительной и плановой комиссий, состоял в Евпаторийской уездной земской управе, занимался вопросами городского строительства — участвовал в торгах в роли подрядчика, был членом попечительского совета женской гимназии.
Павел Сеферов работал в состав электро-трамвайной комиссии, был инициаторам электрификации Евпатории и владельцем, совместно с инженером-технологом Даниилом Самойловичем Черкесом (1870–1944), первой в городе электрической станции. С ним же занимался устройством электрической станции по Земской улице в Феодосии. В 1908 году Евпатория вошла в число тогда ещё немногих российских городов, освещаемых электричеством: 10 февраля вступила в строй и дала первый ток «Евпаторийская центральная электрическая станция», которая была построена на берегу моря, рядом с «Приморской санаторией».
С компаньонами Сеферов инициировал создание на акционерных началах цементного завода вблизи Бельбека. Душой он всецело болел о производстве и в конце жизни совершенно перестал заниматься архитектурой. Его стали увлекать новые технические и коммерческие проекты.
П.Я. Сеферов был женат на Варваре Ивановне, в девичестве Селиновой, дворянке из армянского рода. Она окончила в Феодосии женскую казённую гимназию, обучалась игре на фортепиано в Москве в училище Гнесиных. 
Умер 14 (27) мая 1914 года в сорокалетнем возрасте от разрыва сердца. Это потрясло многих, и прощание с покойным вылилось в большую траурную церемонию, о которой писали местные газеты. Его гроб несли на руках от дома до кладбища. Могила находится в армянском секторе Старорусского кладбища Евпатории в склепе Сеферовых, на лабрадоритовый памятник родителям зодчего потомки установили доску с текстом: «Архитектор Сеферов Павел Яковлевич 1873–1914».

## Память
16 июня 2012 года среди мероприятий по празднованию Дня армянской культуры, приуроченного к 20-летию образования армянской общины в Евпатории и 195-летию со дня основания армянской церкви Сурб Никогайос (Святого Николая), состоялось торжественное открытие мемориальной доски в память архитектора Павла Яковлевича Сеферова. Доска открыта на доме по ул. Тучина, 8, где родился и проживал зодчий. В церемонии принимали участие представители городских властей, архиепископ Григорис Буниатян Украинской епархии ААЦ, Крымского республиканского комитета по охране культурного наследия, городских национальных общин.
На мемориальной доске, вывешенной на стене городского театра, упоминается и П. Я. Сеферов как его (совместно с гражданским инженером А.Л. Генрихом) архитектор.

## Известные проекты
- Дом С. Э. Дувана в Евпатории (1908) Евпатория, ул. Тучина, 1 / пер. Летный, 2, литер «А»  Объект культурного наследия народов РФ регионального значения. Рег. № 911710940030005 (ЕГРОКН)

- Евпаторийский театр имени А. Пушкина (1910) Евпатория, просп. Ленина, д. 1, литера «А» — совместно с городским архитектором А. Л. Генрихом.  Объект культурного наследия народов РФ федерального значения. Рег. № 911510359710006 (ЕГРОКН)

- Дача Терентьева (1910), Евпатория, ул. Маяковского, 2,  Объект культурного наследия народов РФ регионального значения. Рег. № 911710939230005 (ЕГРОКН)  Памятник культурного наследия Украины местного значения. Охр. № 85-АР
- Дача Кривицкого «Остенде», Евпатория, ул. Урицкого, 7 / ул. Гоголя, 3 / наб. им. Горького, литер «3», корпус № 3,  Объект культурного наследия народов РФ регионального значения. Рег. № 911710948330005 (ЕГРОКН)
- Библиотека имени А. С. Пушкина (Евпатория) (1912) П. Я. Сеферов также принёс в дар публичной библиотеке около 100 томов сочинений писателей-классиков.
- Дача Бобовича «Джалита», Евпатория, ул. Урицкого, 7 / ул. Гоголя, 3 / наб. им. Горького, литер «2», корпус № 2 «Б»,  Объект культурного наследия народов РФ регионального значения. Рег. № 911710948300005 (ЕГРОКН)
- Вилла «Сфинкс» (предположительно[4]) , Евпатория, ул. Дувановская, 15 / ул. Санаторная,1, литер «А»,  Объект культурного наследия народов РФ регионального значения. Рег. № 911710938500005 (ЕГРОКН).
- Дача Казаса, Евпатория, ул. Урицкого, 7 / ул. Гоголя, 3 / наб. Горького, литер «А», корпус № 2, корпус № 2 «А»,  Объект культурного наследия народов РФ регионального значения. Рег. № 911710948310005 (ЕГРОКН)
- Дача Ривьера

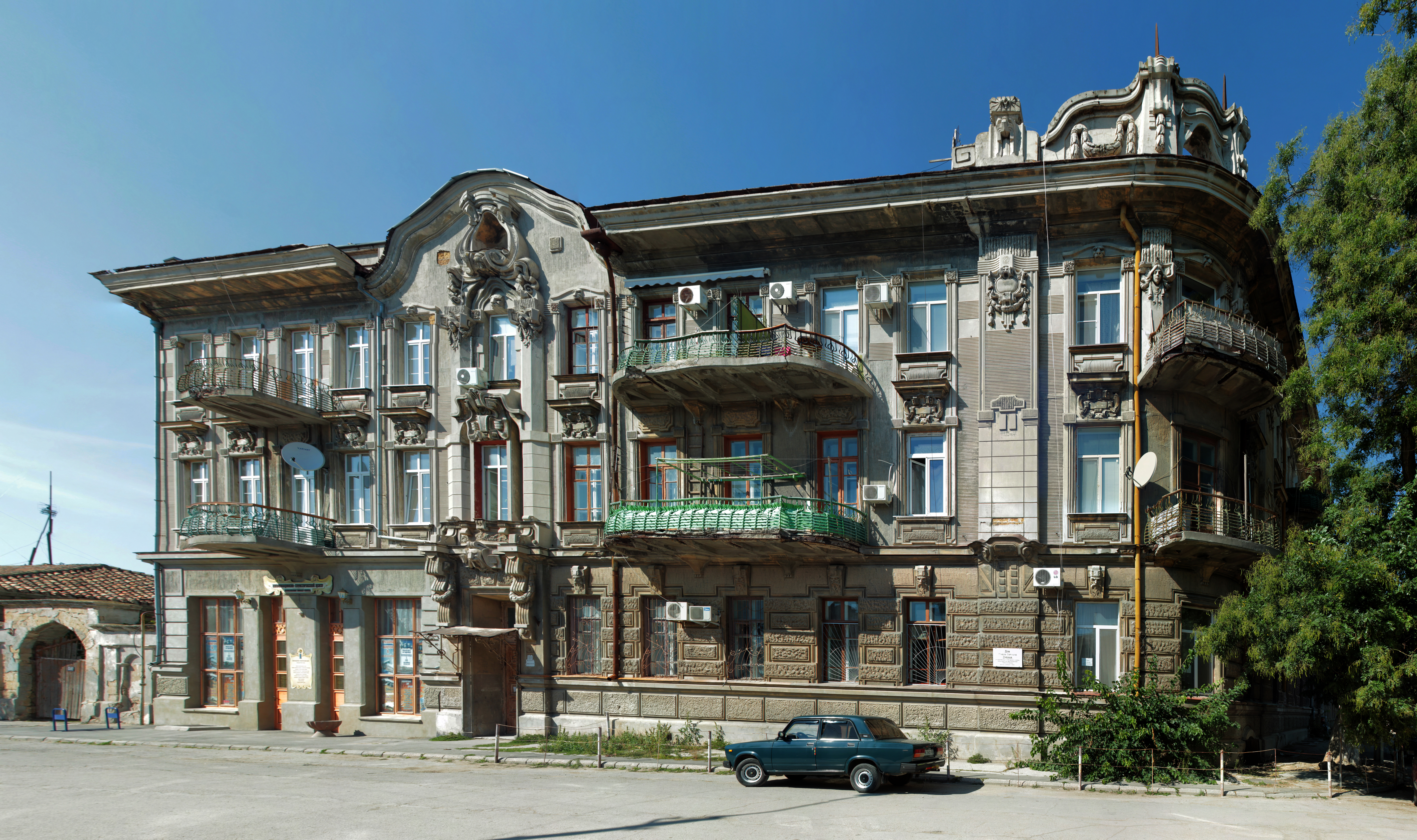
Дом С. Э. Дувана в Евпатории (Летный пер., 2/ул. Тучина, 1)
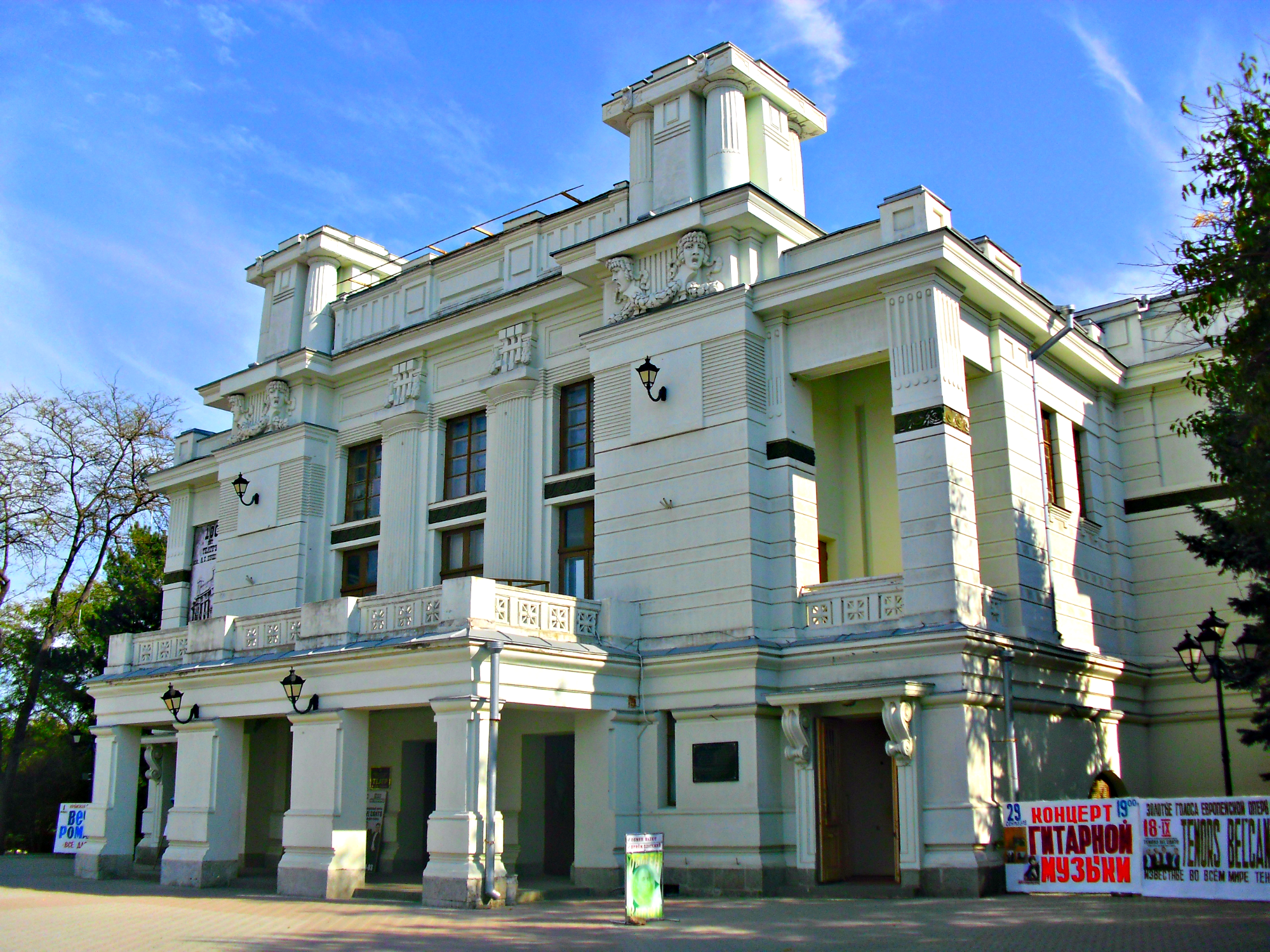
Театр им. А. С. Пушкина (пл. Театральная, 1)
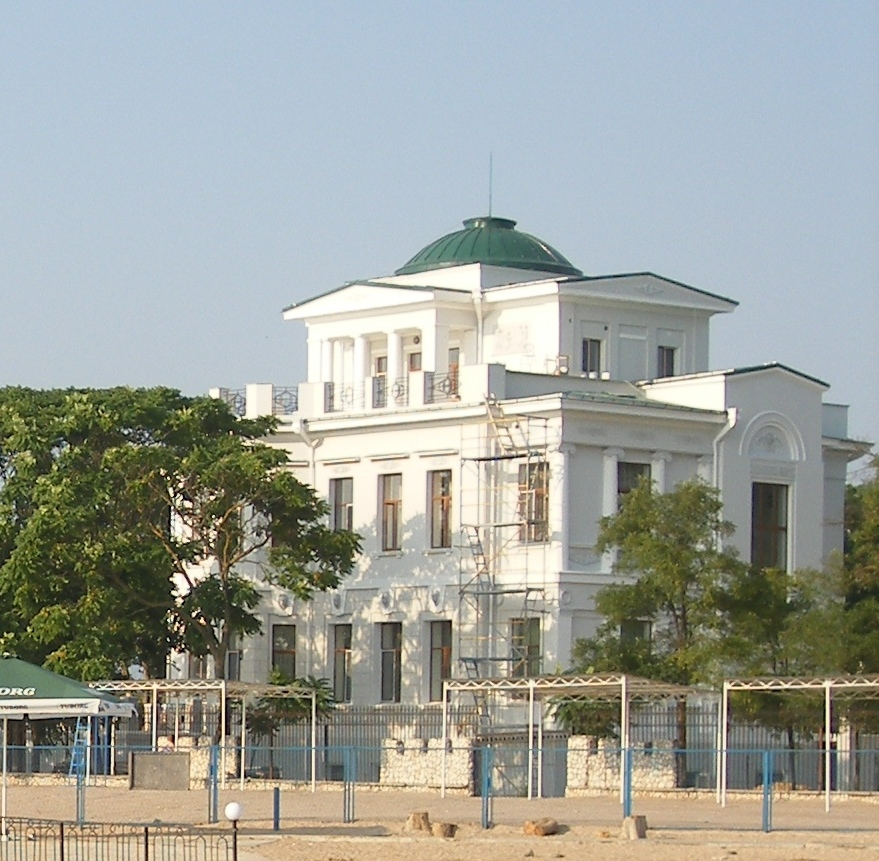
Дача Терентьева
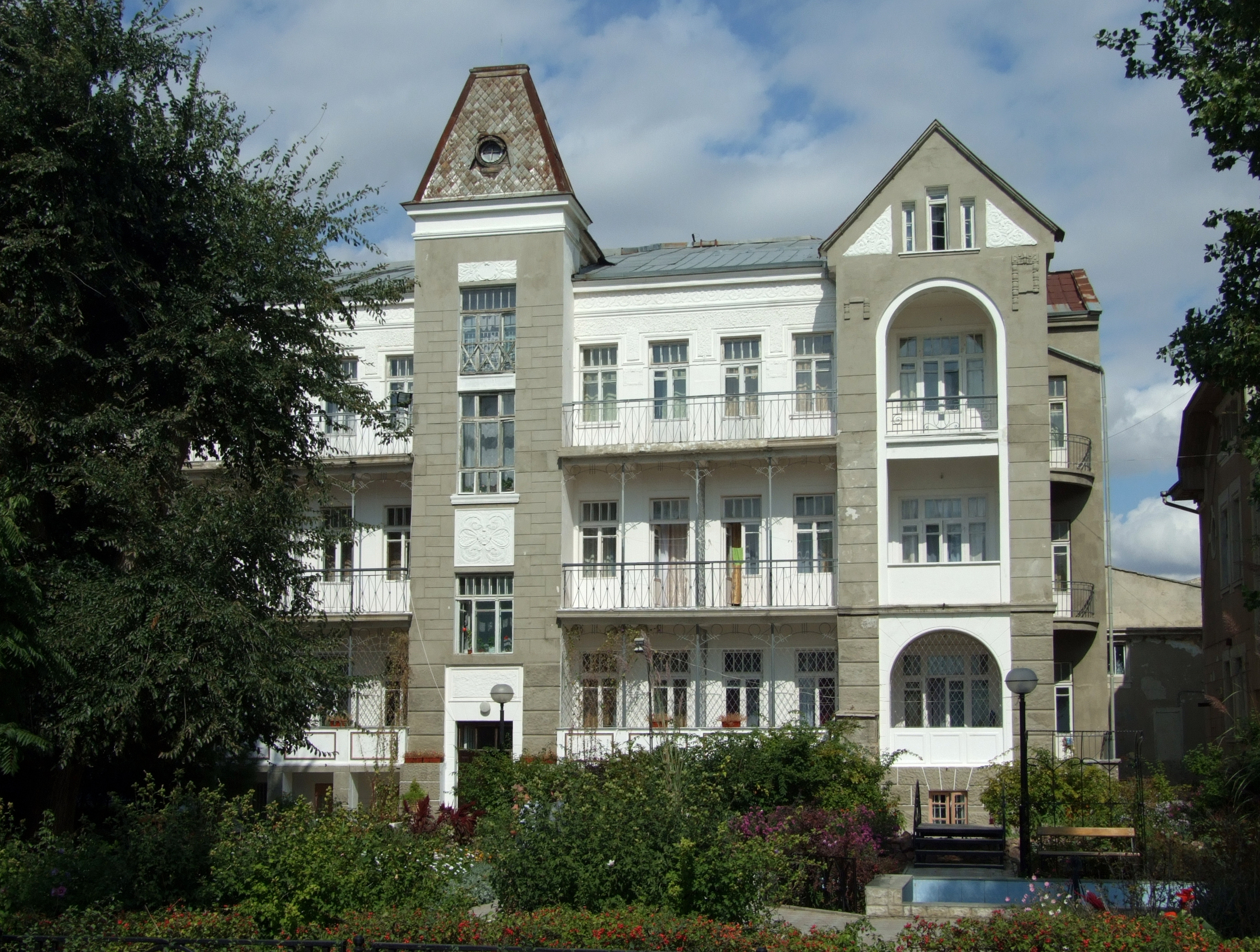
Дача Кривицкого «Остенде» (ул. Маяковского, 2)
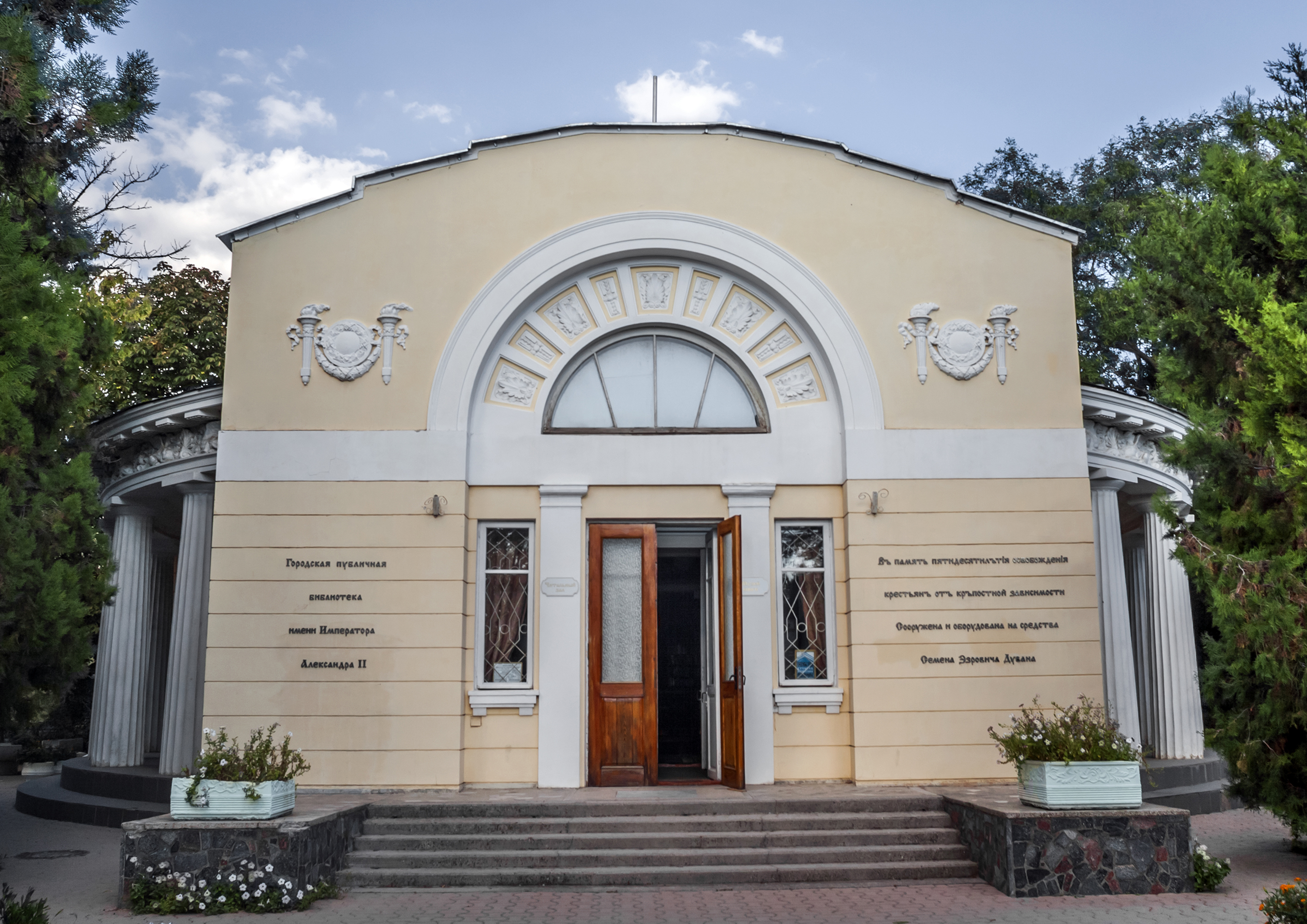
Библиотека имени А. С. Пушкина (просп. А. Ахматовой, 23)
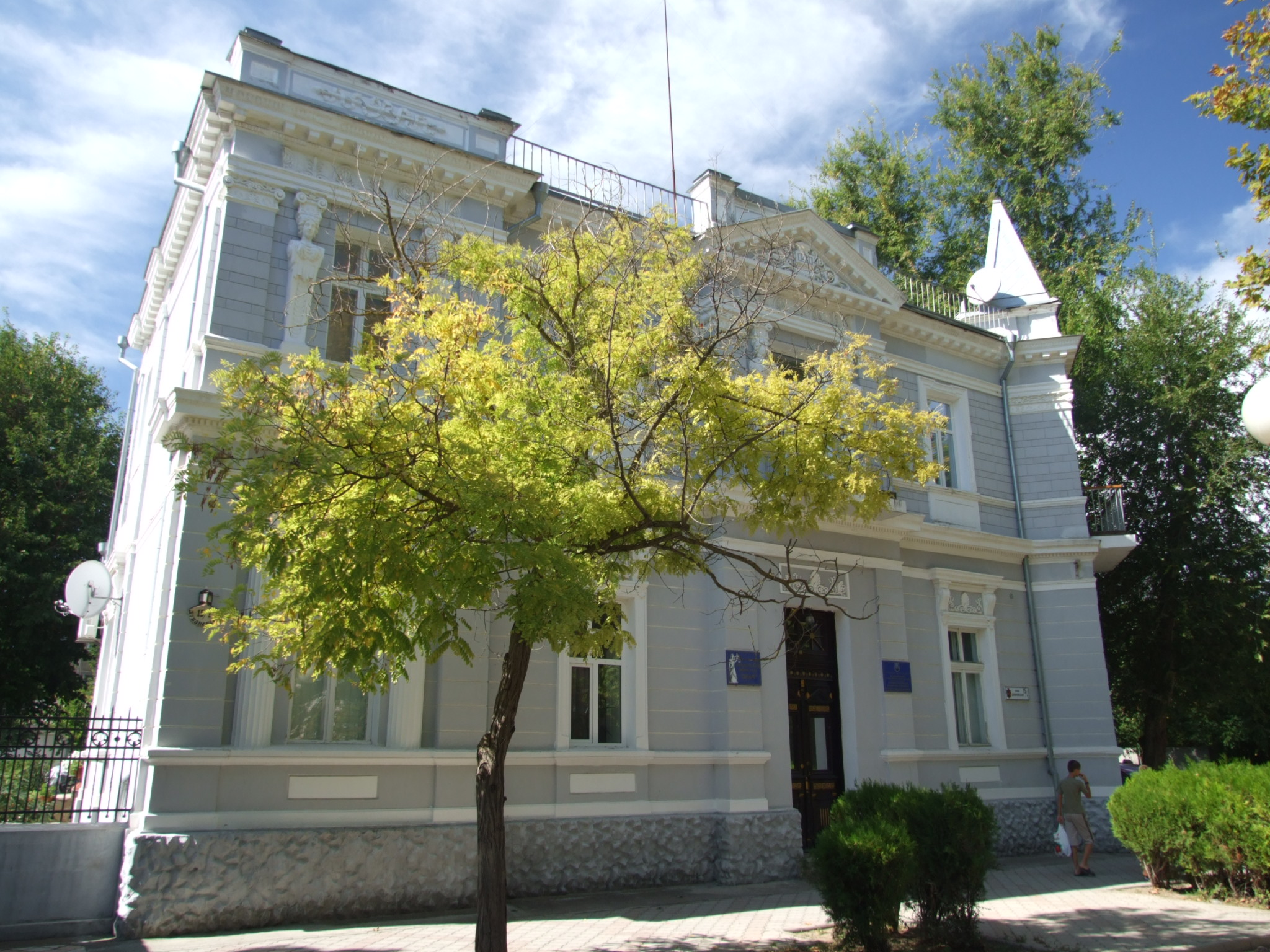
Вилла "Сфинкс", (ул. Дувановская, 15 / ул.Санаторная,1, литер «А»)
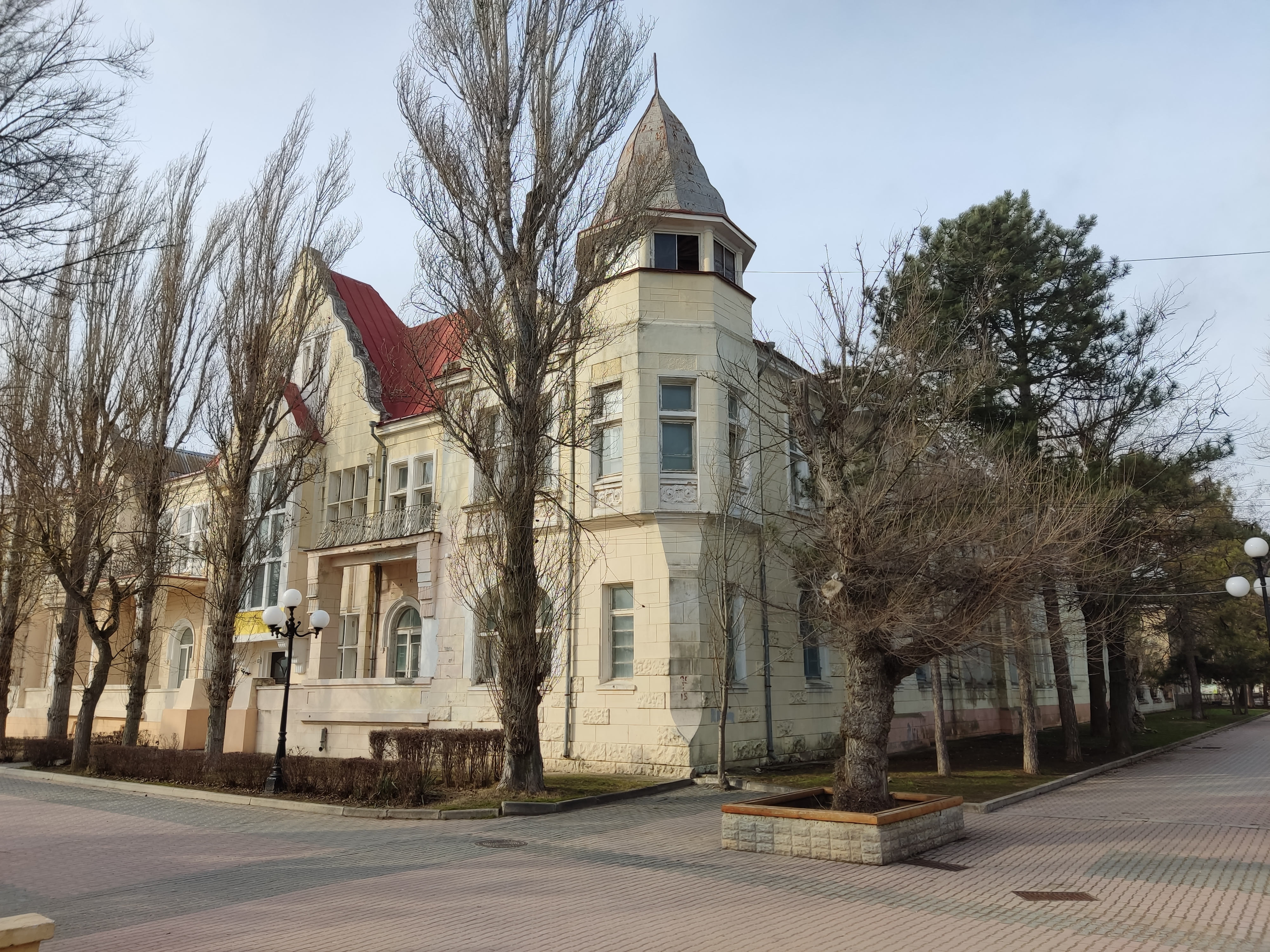
Дача Казаса (ул. Урицкого, 7/3)